# Рейхель, Мария Каспаровна
Мария Каспаровна Рейхель (урожденная Эрн, 1823 год, Тобольск — 20 августа 1916 года, Берн, Швейцария) — русская мемуаристка, близкий друг семьи А. И. Герцена.

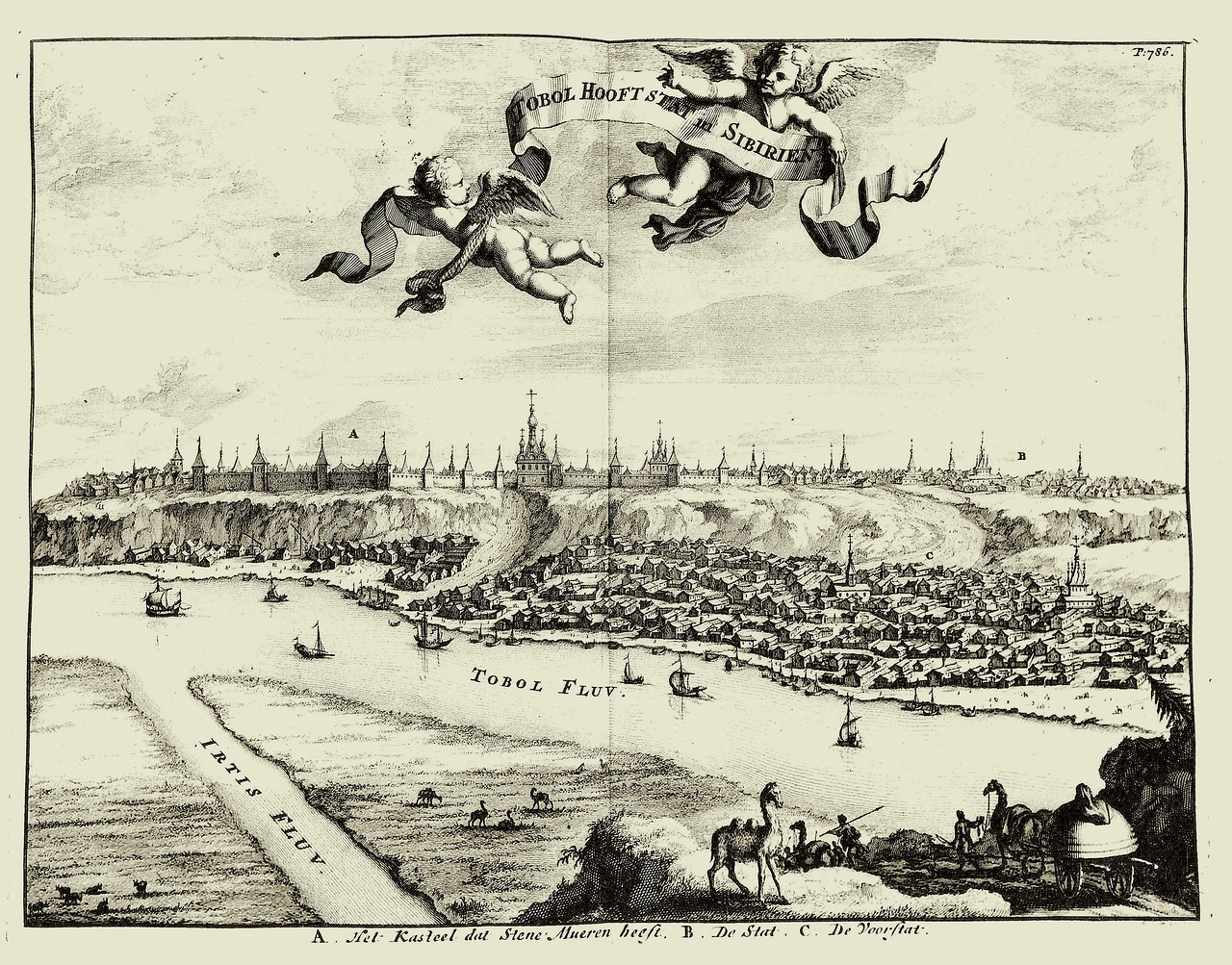
Тобольск в конце XVIII века

## Биография
Мария Каспаровна Эрн родилась в 1823 году в Тобольске в семье офицера и чиновника Каспара Ивановича Эрна и его жены Прасковьи Андреевны Жилиной. В семье было пятеро сыновей и дочь. Каспар Иванович Эрн был родом из Выборга. Один из его сыновей, Николай Каспарович Эрн, стал вице-губернатором Иркутска.

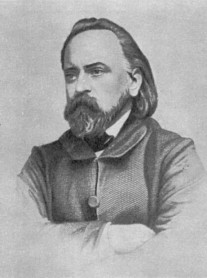
Александр Иванович Герцен

Мать содержала пансионеров из числа молодых чиновников. В доме бывали и политические ссыльные. Семья не была богатой, после смерти Каспара Ивановича вовсе оказалась в трудных материальных условиях.

А.Герцен. Былое и думы

Мария Каспаровна получила неплохое домашнее образование.

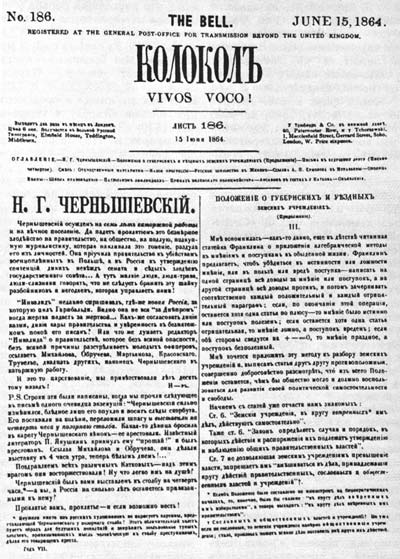
Первая русская вольная (революционная) газета «Колокол» (1857—1867) А. И. Герцена

В 1834 или 1835 году мать вывезла Марию в Вятку, где служил её сын Гавриила Каспарович Эрн чиновником по особым поручениям при губернаторе К. Я. Тюфяеве, известном по нелестным отзывам о нём А. И. Герцена в «Былом и думах».

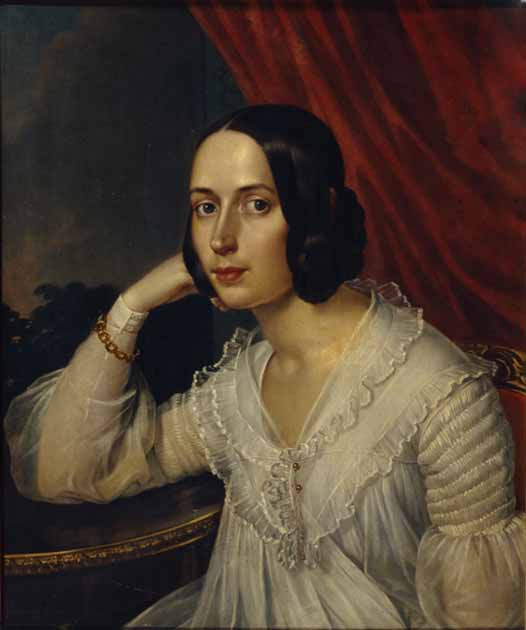
Наталья АлександровнаЗахарьина-Герцен у Рейхель

В декабре 1835 года семья переехала в Москву, где Мария Каспаровна воспитывалась в семье И. А. Яковлева. Скромную, искреннюю Марию Эрн полюбило всё семейство Яковлевых-Герценов. Особенно сильно она привязалась к маленькому глухому сыну А. И. Герцена Коле. Она подружилась с Грановскими, Щепкиными, Коршами. Т. Н. Грановский читал лекции для Н. А. Герцен, М. Ф. Корш и М. К. Эрн.
В январе 1847 года Мария Каспаровна вместе с семьёй А. И. Герцена выехала за границу. Состояла в переписке с Луизой Ивановной Гааг — матерью Герцена. Александр Герцен отмечал положительное влияние Марии Каспаровны на развитие своего сына Николая.
В июне 1848 года она была свидетелем революционных событий в Париже.
В 1850 году Мария Каспаровна вышла замуж за музыканта и композитора Адольфа Рейхеля, друга революционера и мыслителя М. А. Бакунина. У них было четверо детей.
Как истинный друг, она сопереживала в 1852 году А. И. Герцену, потерявшему мать, Луизу Ивановну, и сына Колю во время кораблекрушения в Средиземном море и помогала ему.
В 1850—1852 годы, М.Рейхель и её муж оказывают всевозможную поддержку А. И. Герцену, переживавшему тяжёлую драму в связи с затянувшимися отношениями между немецким поэтом-революционером Георгом Гервегом и женой Герцена Натальей Александровной. Они присутствавали при последних минутах жизни Н. А. Герцен, затем на время забрали дочерей Герцена Наталью и Ольгу к себе. В 1853—1856 годы А. И. Герцен написал Рейхелям 184 письма. Спустя много лет Наталья Александровна Герцен назовёт Марию Каспаровну самым близким им человеком.
После объявления А. И. Герцена в России вне закона М. К. Рейхель стала посредницей между опальным Герценом и его российскими друзьями и родственниками. С её помощью «конспирировали» такие важные корреспонденты «Колокола» как П. В. Анненков, H.A. Мельгунов, К. Д. Кавелин, М. Ф. Корш.
В 1857 году Рейхели переехали из Парижа в Дрезден. Количество секретной информации, шедшей через
Дрезден в Лондон, было так велико, что Герцен даже попросил Марию Каспаровну сделать каталог приходящих к ней бумаг. Через Астраковых в Москве и Рейхель в Дрездене шла замаскированная переписка Герцена с Огарёвым. По поручению Герцена Мария Александровна встречалась в Париже, Дрездене и других местах с русскими, прибывавшими в Европу из России, и многое из полученной информации затем было использовано в вольной печати. В период действия Вольной русской типографии Герцен написал Рейхелям 337 писем.
Московский приятель Герцена и Огарёва доктор П. Л. Пикулин снабжал их типографию необходимым материалом через Марию Каспаровну. Пикулина Герцен и Мария Каспаровна называли в своих письмах «Венским».
В последние годы жизни Герцен (1812—1870) испытывал разочарование в революционном сообществе, в западной демократии и в гегельянской философии истории.
Важные особенности идеологической борьбы между А. И. Герценом и его друзьями 1860-х годов были непонятны Марии Каспаровне. Они выражала в своих письмах друзьям беспокойство по поводу конфликта между Герценом и «молодой эмиграцией».
С 1867 года Рейхели жили в Берне, где Адольф Рейхель возглавлял хор Общества святой Цецилии.
В 1898 году Мария Каспаровна снова побывала в Москве, по знакомым приметам нашла дом отца Герцена, И. А. Яковлева, и стоявший рядом «Тучков дом».
В последние годы жизни она радовалась известиям из России о появлении книг об А. И. Герцене. Если бы печать в России не была столь ограничена, то гораздо больше было бы сказано, сокрушалась Рейхель.
В преклонном возрасте она продолжала следить за событиями в России. Глубоко переживала в связи голодом конца XIX века. Узнав о самоуправстве российской администрации восклицала: «„Колокола“ на них нет!»
В 1909 году московским издателем Л. Э. Бухгеймом были изданы воспоминания Марии Каспаровны Рейхель. В книге были портреты Рейхель, Коли Герцена, М. Бакунина, но цензура не пропустила портрет А. И. Герцена.
В 1912 году она была избрана почётным членом кружка имени Герцена в Петербурге.
В последние годы жизни Мария Каспаровна переписывала письма А. И. Герцена, готовила их к печати. Человек, прошедший герценскую школу, М.Рейхель чувствовала приближение войны, предсказывала использование техники-автомобилей, летательных машин для военных целей.
В связи с началом Первой мировой войны переписка Рейхель с родиной была прервана.
Мария Капсаровна скончалась 20 августа 1916 года в Швейцарии.